# Heinz Mücke
Heinz Mücke (* 4. Dezember 1918) war ein deutscher Fußballspieler, der 1949 in Altenburg Erstligafußball betrieb.

## Sportliche Laufbahn
Zum Spielerkader der Zentralen Sportgemeinschaft (ZSG) Altenburg, die in der Saison 1949/50 in der erstmals ausgetragenen Fußball-Liga des Deutschen Sportausschusses der Ostzone antrat, gehörte der 30-jährige Heinz Mücke. Ihm gelang es nicht, sich in die Stammelf zu spielen, denn er bestritt nur fünf der 26 Ligaspiele. Diese absolvierte er vom 7. bis zum 12. Spieltag, in denen er vom Spielertrainer Herbert Klemig bis auf eine Ausnahme (Abwehr) im Mittelfeld eingesetzt wurde. Am 8. und 11. Spieltag kam Mücke jeweils zu einem Torerfolg. Zu weiteren Spielen in den oberen Fußball-Ligen kam es danach nicht mehr.